# Edeby (naturreservat)
Edeby är ett naturreservat belägen strax norr om orten Edeby vid Klarälven i Forshaga kommun i Värmlands län.
Området är naturskyddat sedan 1987 och är 26 hektar stort. Reservatet består av ett älvnäs med älvvallar och mellanliggande våtmarker som bildats efter att älven successivt dragit sig västerut. 